# Бонтемпо, Габриэл
Габриэ́л Мора́ис Си́лва Бонте́мпо (порт.-браз. Gabriel Morais Silva Bontempo; родился 16 января 2005) — бразильский футболист, атакующий полузащитник клуба «Сантос».

## Клубная карьера
Уроженец Уберабы (Минас-Жерайс), Бонтемпо является воспитанником футбольной академии клуба «Сантос». В июле 2022 года подписал свой первый профессиональный контракт. 25 января 2025 года дебютировал в основном составе «Сантоса» в матче Чемпионата Паулиста против «Вело Клубе». 2 февраля 2025 года забил свой первый гол за «Сантос» в матче против «Сан-Паулу». В феврале 2025 года продлил контракт с «Сантосом» до конца 2027 года. 30 марта 2025 года дебютировал в бразильской Серии A против клуба «Васко да Гама».